# Jamie Harnwell
Jamie Richard Harnwell (* 21. Juli 1977 in Perth) ist ein australischer Fußballspieler. Der torgefährliche Innenverteidiger spielte, von kleineren Unterbrechungen abgesehen, von 1998 bis 2011 für den australischen Klub Perth Glory.

## Karriere
Harnwell begann seine Laufbahn im Erwachsenenbereich in der Western Australia Premier League und spielte von 1996 bis 1998 beim Sorrento FC und Kingsway Olympic, bevor er in die National Soccer League (NSL) zu Perth Glory wechselte. Mit dem finanzkräftigen Verein erreichte er 2000 erstmals das Meisterschaftsfinale, vor der Rekordkulisse von über 43.000 Zuschauern unterlag man aber den Wollongong Wolves mit 6:7 im Elfmeterschießen. Auch zwei Jahre später stand er mit der Mannschaft um die beiden Topstürmer Bobby Despotovski und Damian Mori im Endspiel, der Titelgewinn wurde durch eine 0:1-Niederlage gegen die Olympic Sharks allerdings erneut verpasst. 2003 folgte das dritte Meisterschaftsendspiel für Harnwell in vier Jahren, beim 2:0-Sieg gegen die Sharks brachte er seine Mannschaft nach 27 Minuten in Führung, bevor Mori kurz vor Spielende den Endstand herstellte.
Im Sommer 2003 wagte Harnwell den Sprung nach Europa und absolvierte ein Probetraining beim englischen Viertligisten Leyton Orient, der ihm schließlich einen Kurzzeitvertrag über einen Monat anbot. Nach nur drei Einsätzen wurde ihm dieser schon im September nicht mehr verlängert und Harnwell kehrte, nach einem kurzen Aufenthalt im englischen Amateurlager bei Welling United, zu Perth Glory zurück und gewann am Saisonende seinen zweiten australischen Meistertitel. Nachdem die NSL im Sommer 2004 ihren Spielbetrieb einstellte, hielt er sich in der Folge bei Sorrento fit, bevor er mit Gründung der Profispielklasse A-League wieder von Perth Glory unter Vertrag genommen wurde. 
Zur Auftaktsaison 2005/06 erhielt Harnwell die Kapitänsbinde, die er allerdings zur Saison 2007/08 an Simon Colosimo abtreten musste. Obwohl eigentlich Innenverteidiger, wurde er während der Saison 2006/07 von Trainer Ron Smith in den Sturm beordert und gehörte mit sieben Saisontreffern zu den besten Torschützen der A-League, genauso wie eine Saison später, als ihm acht Treffer gelangen. Aufgrund des frühen Saisonendes der australischen Liga wechselte er Anfang 2008 auf Leihbasis für ein halbes Jahr zum Liechtensteiner Verein FC Vaduz und kam zu zwölf Einsätzen, als der Klub erstmals den Aufstieg in die Axpo Super League realisierte.
Seit der Saison 2008/09 spielt Harnwell wieder in der Innenverteidigung von Perth, 2010 gelang erstmals die Qualifikation für die Finalrunde der A-League. 2011 beendete er nach 256 Ligaspielen für Perth seine Profikarriere, nachdem er kein neues Vertragsangebot von Perth Glory erhalten hatte. Zur Saison 2011 kehrte er zu Sorrento in die Western Australia Premier League zurück. 2012 gewann er mit Sorrento die Meisterschaft von Western Australia, im Finale rettete er seine Mannschaft in der Nachspielzeit mit dem Treffer zum 2:2 in die Verlängerung, dort setzte sich sein Team dann mit 4:3 durch.
Seit 2011 ist Harnwell zudem als Trainer der Frauenmannschaft von Perth Glory in der W-League tätig und kommentiert Partien der A-League für den Sender Fox Sports als Co-Kommentator.